# Georg Westermayer
Georg Westermayer (auch Georg Westermair; * 13. April 1836 in Rosenheim; † 17. Dezember 1893 in Feldkirchen) war ein deutscher Historiker, Dichter und römisch-katholischer Geistlicher. 

## Leben
Georg Westermayer wurde als Sohn des Kupferschmieds Peter Westermair und dessen Ehefrau Elisabeth, geborene Egger in Rosenheim geboren. Er besuchte von 1850 bis 1852 zunächst das Freisinger Gymnasium und wechselte anschließend auf das Wilhelmsgymnasium München. Dort schloss er 1855 ab. Nach dem Studium der Philosophie bis 1857 an der Universität München ging er an das Lyzeum Freising, an dem er bis 1860 die Theologie studierte. Die Priesterweihe empfing er dort am 5. Juni 1860. Danach wurde er zuerst Kooperator in Prien am Chiemsee, 1865 wechselte er in dasselbe Amt nach Tölz.
Westermayer blieb in Tölz und wurde dort 1867 Benefiziat und Prediger. Zugleich beschäftigte er sich mit der Geschichte des Ortes und gab schließlich eine Chronik zum Ort heraus. Für diesen Verdienst erhielt er 1879 die Ehrenbürgerwürde des Markts Tölz. Im Jahr 1879 wechselte Westermayer als Pfarrer nach Feldkirchen und wurde 1890 zusätzlich Kämmerer des Dekanats Aibling.
Westermayer wurde 1885 zum erzbischöflichen Geistlichen Rat ernannt.

## Schriften (Auswahl)
Westermayer schrieb diverse Artikel für die Allgemeine Deutsche Biographie (ADB).
- Jacobus Balde, sein Leben und seine Werke. Eine literärhistorische Skizze. Zu Balde’s zweihundertjährigem Todesgedächtniß. Lindauer, München 1868.
- Chronik der Burg und des Marktes Tölz. Schapperer, Tölz 1871 (Digitalisat 1, Digitalisat 2). – 2., umgearbeitete Auflage Tölz 1893.
- mit Anton Mayer: Statistische Beschreibung des Erzbisthums München-Freising. 3 Bände, Manz, München 1874–1884.